# Johnny Höglin
Johnny Höglin (n. 26 februarie 1943, Comuna Storfors, Comitatul Värmland, Suedia) este un patinator de viteză ce a reprezentat Suedia, medaliat olimpic. A participat la 2 ediții ale Jocurilor Olimpice (1968, 1972) în care a câștigat o medalie de aur.